# Успенье (Вологодская область)
Успенье — село в Тотемском районе Вологодской области.
Входит в состав Толшменского сельского поселения, с точки зрения административно-территориального деления — центр Верхнетолшменского сельсовета.
Расположено на левом берегу реки Толшма. Расстояние до районного центра Тотьмы по автодороге — 112 км, до центра муниципального образования села Никольское по прямой — 17 км. Ближайшие населённые пункты — Голебатово, Дор, Первомайский, Поповская, Юренино.
По переписи 2002 года население — 310 человек (158 мужчин, 152 женщины). Преобладающая национальность — русские (99 %).
В селе расположен памятник архитектуры церковь Успения Пресвятой Богородицы.